# Малая Штабка
Малая Штабка — посёлок в Павловском районе Алтайского края. Входит в состав Новозоринского сельсовета.

## История
Основан в 1918 году. В 1926 году посёлок Штабка состоял из 53 хозяйств. В национальном составе населения того периода преобладали русские. В административном отношении являлся центром Штабского сельсовета Барнаульского района Барнаульского округа Сибирского края.

## Население
| 1926 | 1997 | 1998 | 1999 | 2000 | 2001 | 2002 | 2003 | 2004 |
| ---- | ---- | ---- | ---- | ---- | ---- | ---- | ---- | ---- |
| 293  | ↘20  | ↗36  | →36  | →36  | ↗41  | ↗43  | ↘36  | →36  |
| 2005 | 2006 | 2007 | 2008 | 2009 | 2010 | 2011 | 2012 | 2013 |
| →36  | ↗44  | ↗46  | ↗47  | →47  | ↘43  | ↗46  | ↘45  | ↘44  |

Национальный состав
Согласно результатам переписи 2002 года, в национальной структуре населения русские составляли 97 %.